# Boys Don’t Cry (Band)
Boys Don’t Cry war eine britische Musikgruppe und ein One-Hit-Wonder der 1980er Jahre. Sie bestand aus den Mitgliedern Nick Richards (Gesang), Brian Chatton (Keyboard), Nico Ramsden (Gitarre), Mark Smith (Bass) und Jeff Seopardie (Schlagzeug).

## Werdegang
Nick Richards, als Kopf und Sänger der Gruppe, war Besitzer des florierenden Tonstudios Maison Rouge in London und nahm den einzigen großen Hit der Formation I Wanna Be a Cowboy 1986 ohne den Hintergedanken einer weitergehenden Vermarktung auf. Dies änderte sich, als das Band von einem DJ im Limelight Club in New York gespielt wurde. Die Gruppe erhielt einen Vertrag bei Profile Records und die Single wurde zu einem Erfolg und erreichte Platz 12 der US-Charts. Entdecker der Band war Paul Oakenfold, als er noch Talent Scout für Profile Records in London war. 
1988 erschien das zweite Album Who The Am Damn Do You Think You Am unter anderem mit einem Gastauftritt von Phil Collins. Der weitere kommerzielle Erfolg blieb jedoch aus. 1990 löste sich die Gruppe nach Streitigkeiten mit ihrem damaligen Label Atlantic Records auf.
1991 gehörte ihr größter Hit noch einmal zum Soundtrack des Films Last Boy Scout – Das Ziel ist Überleben.
Im Video I Wanna Be a Cowboy hat Lemmy Kilmister von Motörhead einen Cameo-Auftritt.